# Beyliks de la régence d'Alger
Les beyliks de la régence d'Alger sont des provinces administrées par des beys en tant que vassaux d'Alger. Le système est mis en place au XVIe siècle jusqu'en 1837, durant la conquête de l'Algérie par la France par la prise de Constantine. Le bey exerce son autorité sur une administration locale (un makhzen provincial) et de manière plus ou moins lâche sur des tribus et des seigneuries locales. 

## Étymologie
Beylik est un terme formé du suffixe adjectival et relatif lik ajouté à bey, ancien titre turc. Le vocable bey correspondrait à l’arabe émir, et beylik à imāra. Le terme beylik désigne à la fois le titre et la fonction d’un bey, et le territoire soumis à l’autorité d’un bey. Par la suite, il est employé par extension à une entité politique et administrative.
En Afrique du Nord, ce mot devrait sans doute sa fortune aux beys locaux algériens, ceux de Constantine, du Titteri et de l’Ouest. Le mot s'est substitué au mot arabe ancien (makhzen). Ce dernier désignait désormais uniquement les cavaliers du beylik.

## Présentation
Les beyliks de la régence d'Alger sont au nombre de trois (auquel s’adjoint divers provinces dont celle de Zab par exemple dont l'administration selon les époques relevées le plus souvent du Beylik de l'Est) , : 
- le beylik de l'Ouest, en arabe[5] : bâylik al-garb, province du Couchant, avec pour première capitale Mazouna, puis Mascara en 1710 et Oran en 1792 ;
- le beylik du Titteri, en arabe : bâylik at-Tîtrî au centre, dont Médéa est la capitale ;
- le beylik de l'Est, en arabe : bâylik as-chark, ou province du levant, dont Constantine est la capitale.

Les beyliks sont administrés par des beys nommés par le dey d'Alger. La région d'Alger (Alger, la Mitidja et la basse Kabylie), appelée Dar Es-Soltane (« Domaine du Sultan ») est directement administrée par le dey d'Alger en théorie, mais est dans les faits dirigé par son Agha al-mahalla, chef de l'armée et second ministre du dey.

Les provinces de la régence d'Alger en 1700.

## Historique

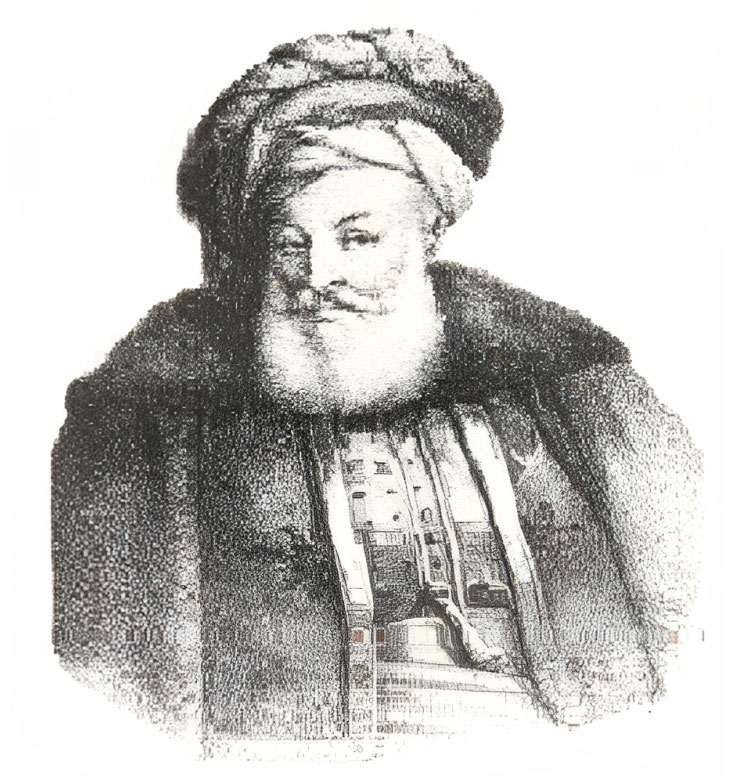
Ahmed Bey, dernier bey de Constantine.

Le découpage administratif du territoire de la régence en beyliks est dû au beylerbey Hassan Pacha qui constitue le beylik de l'Ouest en 1563. L'organisation des beyliks se stabilise entre 1560 et 1570.
Le bey est désigné par le dey d’Alger (ou beylerbey au début de la régence). Il commande les troupes, collecte les impôts et contrôle le territoire de la province au nom du dey. Tous les trois ans, le gouverneur de la province doit apporter lui-même à Alger le montant des impôts collectés. Selon sa générosité, et son allégeance au dey, cette « épreuve » peut coûter au bey sa charge voire sa vie.
Les beys sont généralement choisis parmi les hauts fonctionnaires de la régence. Ils ne sont pas tous turcs, certains sont parfois des Kouloughlis, d'autres des Arabes autochtones.
Le beylik de l'Ouest a changé plusieurs fois de capitale. Elle est d'abord installée à Mazouna en 1563, avant que le bey Mustapha Bouchelaghem choisit Mascara en 1700, puis occupe Oran de 1708 à 1732, date à laquelle les Espagnols réoccupent la ville. Son fils Youcef revient à Mascara pour en faire la capitale du beylik. En 1792, le bey Mohammed el Kébir, chasse les Espagnols d'Oran et en fait sa capitale jusqu'en 1830.
En 1830, le dernier bey du Titteri, Mustapha Bou Mezrag, se rend à Alger avec ses soldats et participe à la bataille de Staoueli.
Après la conquête de l'Algérie, l'administration française crée, en 1848, les trois premiers départements algériens sur la base des beyliks historiques de la régence d'Alger. Le beylik du Titteri et Dar Es-Soltane formant, approximativement, le département d'Alger.

## Organisation
Chaque beylik est dirigé par un bey, quasi indépendant, aidé de khalif (lieutenants) et est subdivisé en watan - ou  outân (districts) qui englobent plusieurs tribus. Les watan sont administrées par des caïds (commissaires) qui possèdent les pouvoirs civils, militaires et judiciaires locaux. Les caïds sont épaulés par des contingents de tribus alliées (maghzen).
Le système administratif est très adapté aux conditions locales, Alger et les villes sièges des Beyliks avaient une administration particulière. Dans les autres villes, un hakem nommé, représentait le pouvoir.
Les tribus sont commandés par un cheikh (chef de tribu), sous les ordres d'un caïd. Les tribus se subdivisent elles-mêmes en douars, dirigés par un agent du cheikh (le chef de douar) ou par une djemaâ (le conseil). Elles sont intégrées dans une hiérarchie militaire et fiscale. On distingue ainsi trois groupes:
- le maghzen supérieur, composé de tribus privilégiées (Douair et Smala) et une aristocratie maraboutique ou guerrière (jawâd), tels les Mokrani de la Medjana. Elles fournissent un appui militaire au bey.
- le maghzen inférieur fournit aussi un service militaire, mais il est dispensé des impôts non coraniques (kharadj).
- les tribus soumises (raïas), contraintes par les tribus maghzen de payer les taxes et impôts exigés.

On peut distinguer plusieurs zones de l'administration provinciale :
- zones d'administration directe ou l'autorité était représentée par des hakems ou des caïd. Ces zones englobent les villes et leurs environs et les tribus raïas.
- zones d'administration mixte où les tribus sont dirigés par des cheikhs sous le contrôle nominal des caïds, la majorité de ces tribus constituaient un makhzen.
- zones d'administration indirecte, l'autorité centrale s'appuie sur les chefs des familles religieuse ou féodale, à la tête des tribus alliées
- zones indépendantes des tribus des montagnes et du Sud ;

Certaines tribus des massifs montagneux étaient quasi indépendantes grâce aux reliefs de leurs régions. Ainsi, le bey de l'Ouest, Mohammed el Kébir, a accepté la quasi-indépendance des tribus montagnardes du Dahra et de l'Ouarsenis. Seuls la région de Ténès et le Chélif étaient directement contrôlés. À l'Est, les massifs montagneux de Kabylie et des Aurès échappaient au contrôle du Bey de Constantine et les tribus des steppes ne payaient qu'un droit d'eussa ou de marché quand elles venaient dans le Tell.